# Vuelo 203 de Avianca
El vuelo 203 de Avianca fue el viaje de un avión Boeing 727-21 que fue víctima de un ataque terrorista y que explotó en pleno vuelo sobre el municipio de Soacha (Colombia) el lunes 27 de noviembre de 1989, poco después de haber despegado del aeropuerto El Dorado de Bogotá con destino a Cali.
A pesar de que inicialmente se pensó que había sido un accidente aéreo, la investigación realizada determinó que la caída del avión se había dado como resultado de una bomba del Cartel de Medellín, que al parecer iba dirigida contra César Gaviria, para entonces candidato presidencial, y quien no había tomado el vuelo debido a las amenazas en contra de su vida. 
El atentado tuvo un saldo trágico de 110 personas muertas; 6 de ellos conformaban la tripulación de la nave, 101 eran  pasajeros y 3 personas perecieron en tierra. Por estos hechos, dado que entre los pasajeros del avión había un ciudadano alemán  y varios ciudadanos estadounidenses, Dandeny Muñoz Mosquera, alias La Quica, recibió diez condenas de cadena perpetua por ser quien organizó el atentado. Se le atribuye la autoría del delito a Pablo Escobar.
El atentado ocurrió una semana antes del atentado al edificio del DAS ocurrido en Bogotá. Es el segundo de los dos únicos atentados mortales contra aviones de línea regular comercial de pasajeros cometidos en Latinoamérica, siendo el primero el perpetrado contra el vuelo 455 de Cubana en 1976.

## Tripulación
La tripulación del vuelo 203 estaba conformada por el capitán José Ignacio Ossa Aristizábal, el primer oficial Fernando Pizarro y el ingeniero de vuelo Jairo Castiblanco, que estaban en los mandos de la aeronave. Los auxiliares de vuelo asignados fueron Germán Pereira, Astrid Gómez y Rita Galvis.

## Ataque

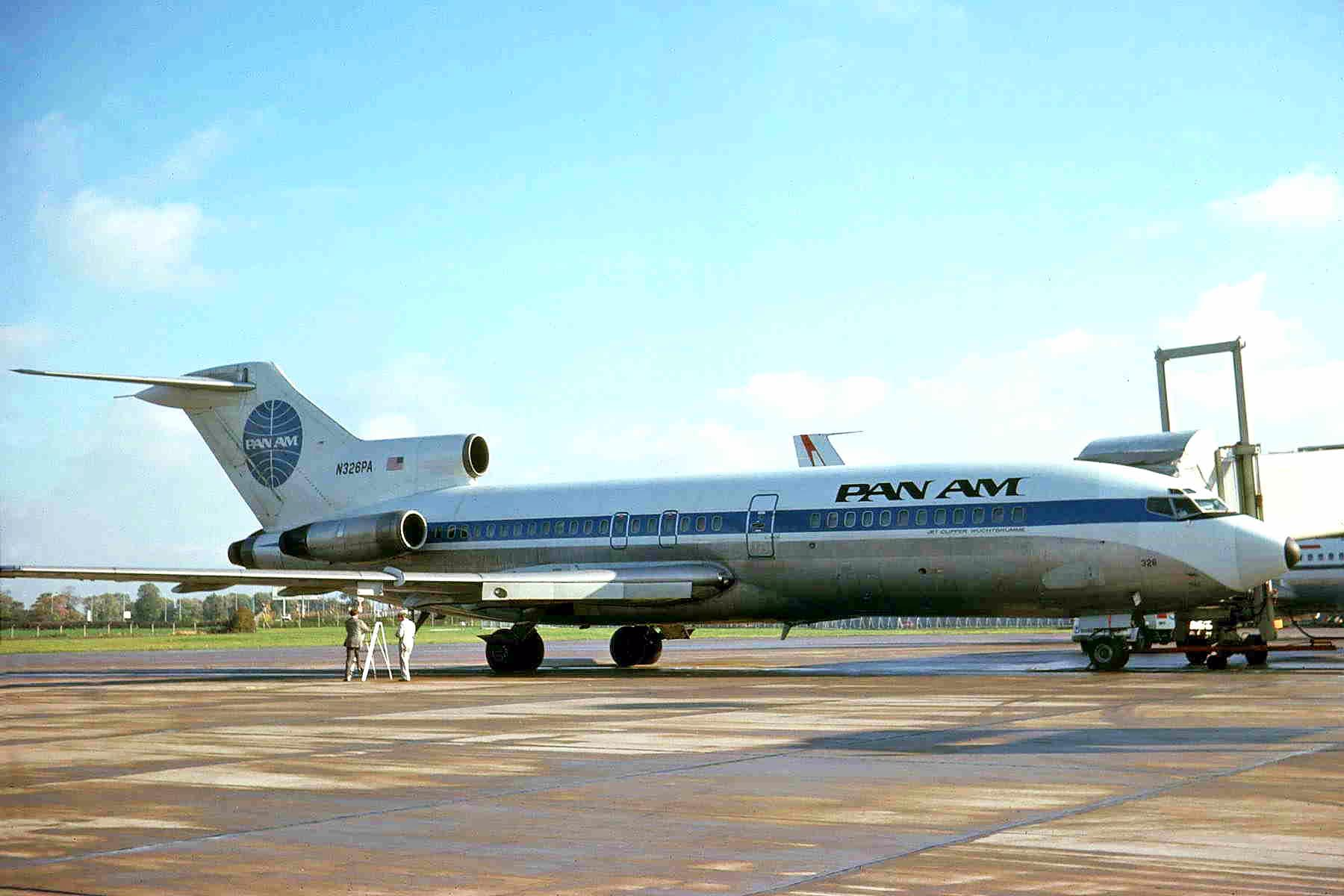
El avión involucrado en el accidente fotografiado en octubre de 1975, mientras estaba en servicio con Pan Am.

El avión, un Boeing 727-21 de 23 años y 7 meses con matrícula HK-1803, había sido comprado por Avianca a Pan Am en 1975 (matrícula N326PA con PanAm).
El 27 de noviembre de 1989, el avión realizaba un vuelo programado entre el Aeropuerto Internacional El Dorado de Bogotá y el Aeropuerto Internacional Alfonso Bonilla Aragón de Palmira, que presta sus servicios a Santiago de Cali. A las 7:11 a. m. la aeronave despegó. Cinco minutos después, a 10 000 pies de altura, cuando sobrevolaba los límites del municipio de Soacha, la bomba explotó, encendiendo a su vez vapores de combustible de uno de los tanques del avión, provocando una segunda explosión que desintegró la aeronave.
Este es el reporte oficial "Informe de Accidente de Aviación" rendido por el Departamento de Aeronáutica Civil Colombiana - División de Seguridad Aérea, calendado el 28 de diciembre de 1989, en el cual y en lo pertinente, se destaca:

### Incendio
De acuerdo con lo establecido, el incendio se produjo en vuelo a causa de la explosión inicial y se propagó desde la sección central hacia las alas y la sección trasera de la aeronave, ya que en la sección del fuselaje delantero no hubo vestigios de incineración o alta temperatura.
En una de las reuniones efectuadas por la Junta Investigadora, se analizaron problemas significativos con la bomba reforzadora del tanque de combustible n.º 3, suponiendo que esta bomba podría ser una posible fuente de iniciación de una explosión combustible/aire, comenzando a enfocar la atención en este componente. Esto condujo al descubrimiento de humo y marcas de estrías en el lado interior de una nueva porción recuperada e identificada de la sección trasera del lado derecho de la caja central del ala. Estas marcas de estrías determinaron el hecho de una explosión cercana, tomándose muestras para análisis de la identificación y reconstrucción de los componentes adyacentes a la caja central del fuselaje y ala derecha, en los cuales previamente se había descubierto humo por explosión y estrías; varillas de acero y cinta adhesiva fueron utilizadas para resaltar las marcas de estriación citadas anteriormente, en el lado interior de la caja central del fuselaje y ala derecha.
Este trabajo confirmó que estas marcas de estriación y humo fueron causadas por la explosión de una bomba en el piso de la cabina de pasajeros sobre la sección central. Posteriormente se inició la reconstrucción básica del fuselaje del avión entre las estaciones 680 y 790. Durante esta operación se descubrieron cráteres producidos por una explosión de gas caliente en una pieza de la piel del fuselaje en los alrededores de la salida de emergencia delantera localizada sobre el ala derecha. Este descubrimiento proveyó a la Junta Investigadora COL/USA, la primera, absoluta y positiva evidencia de la detonación de un explosivo como el evento inicial de una explosión en vuelo y el trágico accidente del HK-1803. Una segunda pieza de la piel del fuselaje con similares cráteres por efecto de la explosión de un gas caliente fue recuperada más tarde, lo que confirmó la detonación de una bomba como el evento iniciador de la destrucción del HK- 1803. Estos fragmentos del fuselaje indicaron que la bomba fue colocada en el área cercana a la parte inferior del asiento 14F, localizado en la estación 783 del fuselaje.
Basados en las evidencias anteriormente señaladas y en los comentarios de testigos oculares, cuyas declaraciones coinciden básicamente en la ocurrencia de dos explosiones y señales de fuego y humo en la sección inferior central de la aeronave; la siguiente secuencia del evento ser (sic) deducida así:
- El explosivo detonó en el área bajo la silla 14F correspondiente a la estación 783 del fuselaje, sobre el piso de la cabina de pasajeros.
- El piso de la cabina de pasajeros fue perforado.
- La piel del fuselaje de la cabina de pasajeros y la parte superior del tanque central de combustible sección intermedia fueron perforadas.
- En la cabina de pasajeros comenzó la descompresión relativamente suave y a la vez la presurización del tanque central, lo que causó una explosión de aire/combustible y la ignición del combustible en la parte superior del tanque central, que se extendió rápidamente a través de los tubos de ventilación a las secciones izquierda y derecha del tanque No.2 por efecto de la presión del tanque se causó el regreso de esta excediendo la presión de la cabina de pasajeros.
- La integridad de la estructura de las cajas de ala del centro de fuselaje izquierdo y derecho en la sección del tanque No.2 fueron rasgadas bruscamente.
- El combustible de los tanques 1 y 2 se prendió.
- La APU localizada del centro del fuselaje fue lanzada a la parte trasera del avión por acción de la explosión aire/combustible.
- El ala derecha y su tren de aterrizaje se separaron del fuselaje y se incendiaron y luego impactaron con el terreno.
- El avión se banqueó hacia la izquierda, la cabina de pasajeros completamente descomprimida arrojó desde su interior componentes y pasajeros fuera de la aeronave.
- El ala izquierda y el tren principal, incendiados, se separaron del fuselaje impactando con el terreno continuando la conflagración, excepto una rueda la cual aparentemente se separó y fue recuperada relativamente intacta.
- El fuselaje delantero incluyendo la cabina de vuelo se separó sin incendiarse y cayó sobre el terreno en una trayectoria ligeramente separada del patrón del vuelo.
- El fuselaje trasero con el empenaje, los tres motores y la APU continuaron e impactaron más allá del ala derecha y a la izquierda del punto de impacto del fuselaje.

Los restos de la aeronave cayeron cerca del municipio de Soacha. Ninguna persona a bordo sobrevivió y tres personas murieron en tierra producto de la caída de los restos de la aeronave. Entre las víctimas estaban dos ciudadanos norteamericanos, por lo que el FBI, específicamente la división que investigó el atentado al Vuelo 103 de Pan Am (ocurrido un año antes) y expertos en explosivos del  Ejército de los Estados Unidos asumieron el caso y realizaron las respectivas investigaciones, descartando un accidente aéreo o un error humano.
Debido a la magnitud de la destrucción de la aeronave, al número de muertos en el vuelo que era el total de los pasajeros del avión y a rastros del explosivo C-4 se determinó que fue un atentado terrorista. Una hipótesis confirmada por las autoridades posteriormente al atentado data que un hombre (probablemente dos y al parecer uno era Carlos Mario Alzate Urquijo "El Arete") habían hecho las reservas para el vuelo a nombre de "Julio Santodomingo".
El día del atentado, el terrorista (vestido como ejecutivo) acompañado de un muchacho conocido como "El Suizo"  llevaba la bomba escondida en el maletín; el nombre verdadero del atacante suicida era Alberto Prieto, un joven colombiano de familia humilde. Al ser pasada por el registro de rayos X no se detectó nada anormal. Tras abordar el avión ambos dejaron el maletín bajo su silla, cerca de los motores. El terrorista argumentaba ante el "Suizo" que el maletín tenía una grabadora para grabar dos supuestos delatores del cartel, ignorando que el botón del maletín activaba el explosivo que contenía. Inadvertidamente, el terrorista abandonó la aeronave y al muchacho hasta que minutos después el joven (al parecer de 17 años) activó inocentemente la bomba que puso fin al vuelo y a sus pasajeros.
El cartel de Medellín, liderado por Pablo Escobar, fue el responsable del atentado. Su objetivo, al parecer, era César Gaviria, quien no tomó el vuelo, aunque también se ha manejado la hipótesis de que el atentado iba dirigido contra un antiguo miembro del propio Cartel de Medellín que habría de testificar en Estados Unidos o probablemente contra dos testaferros del rival Cartel de Cali. Otra versión dada afirma que se trató de una venganza por la muerte de Mario Henao Vallejo, el cuñado de Escobar, ocurrida cuatro días antes del atentado en la operación Cocorná, dado que dicho golpe no solo afectó a la familia de Escobar, sino sus finanzas en el Magdalena Medio, las cuales eran controladas por el mismo Mario Henao y su primo Hernán Darío Henao, alias "HH". Sin embargo, existe una tercera hipótesis, la cual habla que el atentado iba dirigido contra de los hermanos Miguel y Gilberto Rodríguez Orejuela, líderes del Cartel de Cali y por ende enemigos acérrimos de Escobar, quienes, al parecer, tomarían el vuelo con destino a Cali.
En 2016, el periódico El Espectador publicó un artículo en el que cuestionó la investigación al sugerir que la explosión había sido producto de una falla mecánica. Tras su publicación, la nota periodística fue fuertemente criticada por la aerolínea y por los familiares de la víctimas del accidente, quienes catalogaron el informe como una estrategia de ventas por parte del diario. En 2019, fue publicado el libro Vuelo 203, revelación de un misterio, en el que se plantea la tesis que el derribo del avión fue producto de un accidente militar producido por un lanzamiento de un rocket desde la base militar de INDUMIL. Esta versión también ha sido criticada por parte de los familiares de la víctimas del accidente como falsa.

## Responsables
Como responsables del atentado son señalados Pablo Escobar, Gonzalo Rodríguez Gacha y Jorge Luis Ochoa Vázquez, jefes del Cartel de Medellín; también son señalados los lugartenientes de Escobar John Jairo Arias alias "Pinina", Mario Alberto Castaño Molina alias "Chopo", Jhon Jairo Velásquez Vásquez alias "Popeye", Carlos Mario Alzate Urquijo alias "Arete", y los hermanos Brances Alexander Muñoz Mosquera, alias "Tyson", y Dandeny Muñoz Mosquera, alias "La Quica", este último sentenciado a cadena perpetua en los Estados Unidos como autor material del hecho dado que dos de las personas a bordo del avión eran ciudadanos de dicho país, aunque si bien el fiscal Gustavo de Greiff Restrepo aclaró que Muñoz no tenía que ver en el atentado debido a que los principales implicados, especialmente "Arete", estaban presos.
En el documental Las Víctimas de Pablo Escobar, transmitido por Canal Capital, Jhon Jairo Velásquez Vásquez, alias "Popeye", afirma que para realizar el atentado terrorista el Cartel de Medellín recibió ayuda del Estado colombiano por medio del Departamento Administrativo de Seguridad (DAS) a través de Carlos Castaño Gil; la misma versión da Luis Hernando Gómez Bustamante, alias "Rasguño", miembro del cartel del Norte del Valle. 
En agosto de 2017, Luis Fernando Acosta "Ñangas", otro ex sicario del Cartel de Medellín, declaró en una entrevista para el Programa de televisión Los Informantes de Caracol Televisión de que el siniestro del vuelo 203 se trató de un atentado perpetrado por el cartel, afirmó que en una conversación con Carlos Mario Alzate Urquijo "Arete", este le confesó haber comandado el atentado. Si bien no conoció las razones por las cuales se hizo el atentado, Acosta afirmó que la bomba fue fabricada por expertos mercenarios y salió de una bodega industrial de Guayabal (Tolima), lo que contrasta la versión de Popeye quien afirmó que la bomba fue armada por John Freydell Ochoa, primos de los hermanos Ochoa, y salió de la mansión Montecasino, fortaleza de los hermanos Castaño.

## Filmografía
- Los episodios 50 y 51 o capítulo 78-79 de la serie Escobar: el patrón del mal, titulado "Un cruel y atroz atentado conmociona a Colombia" recrea estos hechos.[23]

- El atentado se menciona en la serie Alias el Mexicano, como supuesta idea de Fabio Ochoa Restrepo.

- También aparece en los capítulos 6 y 7 de la primera temporada de la serie Narcos, en la cual la bomba no es puesta por La Quica, sino que es llevada por un joven que hacía trabajos para Pablo Escobar. Este es engañado por Pablo, que le dice que su trabajo es grabar una conversación, pero la grabadora que lleva es en realidad la bomba.[24]

- También aparece en la serie en línea de accidentes costarricense Historias de Accidentes, en el episodio 5 de la segunda temporada, titulado: "Atentado Aéreo en Colombia".

- En la película colombiana Un tal Alonso Quijano se aborda como historia secundaria el tema de este atentado en el cual mueren tres personajes de la historia.

- En la película colombo-española Loving Pablo se muestra el atentado en una escena cuando la periodista y presentadora Virginia Vallejo se encontraba en el aeropuerto.

- Aparece en la serie Bloque de búsqueda.

- Aparece en la telenovela Garzón vive que relata la vida del periodista y humorista Jaime Garzón.